# Opiptacris ruficeps
Opiptacris ruficeps är en insektsart som först beskrevs av Willemse, C. 1931.  Opiptacris ruficeps ingår i släktet Opiptacris och familjen gräshoppor.

## Underarter
Arten delas in i följande underarter:
- O. r. ruficeps
- O. r. aberrans